# Martins
Martins is een gemeente in de Braziliaanse deelstaat Rio Grande do Norte. De gemeente telt 8.386 inwoners (schatting 2009).